# Fremersberg
Der Fremersberg ist ein 525,1 m ü. NHN hoher Berg am Westrand des nördlichen Schwarzwalds auf der Gemarkung des Stadtkreises Baden-Baden und der Gemeinde Sinzheim (Landkreis Rastatt). Auf dem Gipfelplateau aus Buntsandstein befindet sich der Wohnplatz Fremersberg Turm mit einem 1884 von der Stadt Baden-Baden erbauten und an Pächter vergebenen Gasthaus und dem 1961 erbauten 85 m hohen Fremersbergturm, einem Sendeturm mit Aussichtsplattform.

## Fremersbergturm

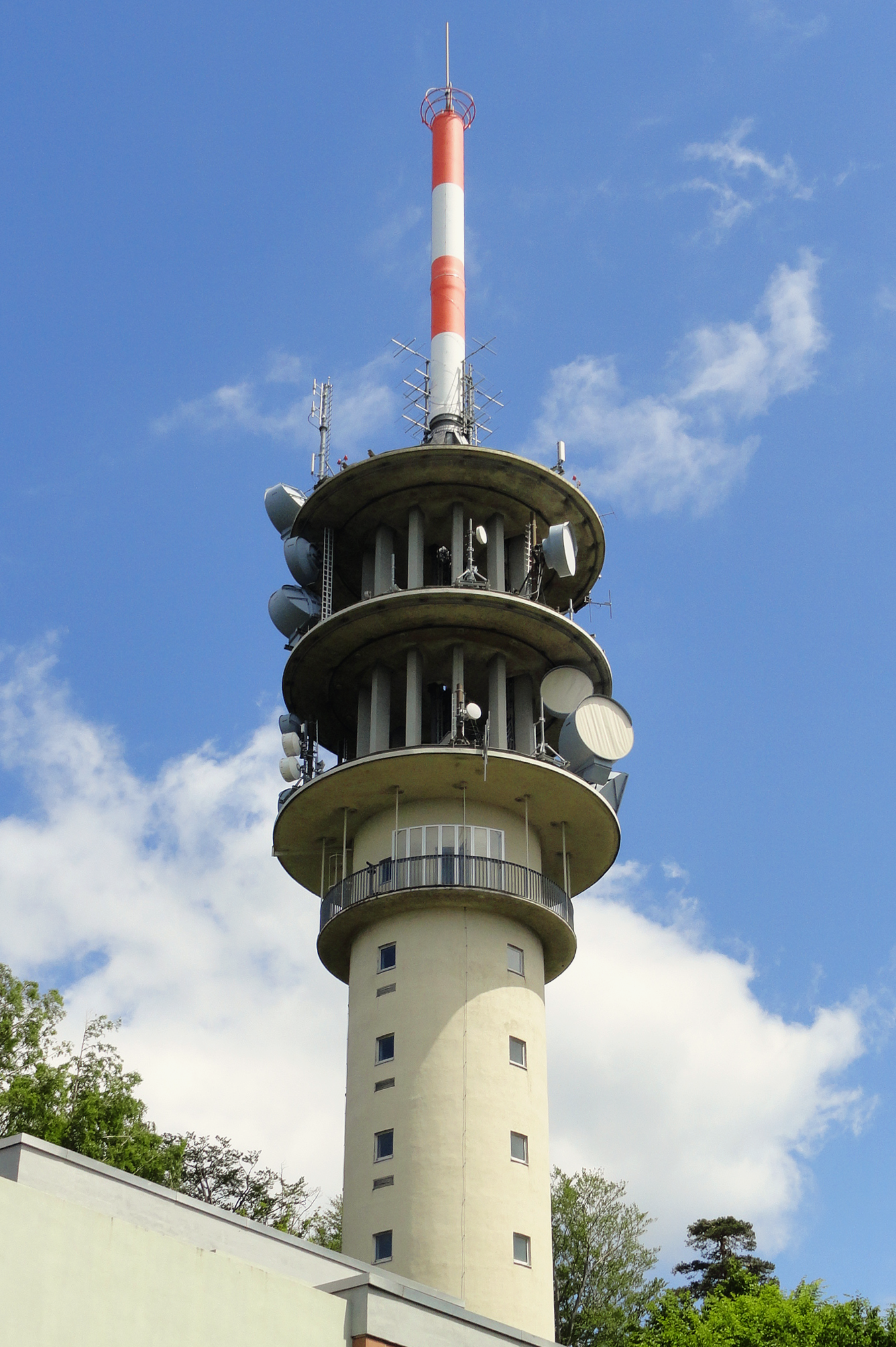
Der Sender Fremersberg mit Aussichtsplattform unterhalb der Sendeanlagen

Der Bau eines ersten Aussichtsturms auf dem Fremersberg wurde 1883 abgeschlossen. Er wurde 1900 auf rund 28 Meter, mit Bruchsteinen eines Sinzheimer Steinbruchs, erhöht und aufgrund von Instabilität und drohender Einsturzgefahr 1954 abgebrochen. Bereits im Juli 1954 wurde ein neuer Turm aus den alten Steinen erbaut, der mehr Stabilität versprach. Als aufgrund der Einrichtung eines Fernsehstudios des Südwestfunks in der Hans-Bredow-Straße Baden-Badens eine ständige Richtfunkstelle zur Übertragung der Sendesignale zwischen Studio und Sendemast (Ballempfang) vonnöten war, wurde der Turm aus ästhetischen Gründen abgerissen und wiederaufgebaut. Diese Arbeiten wurden im Herbst 1961 vollendet und der neue Sendeturm wurde mit einer Aussichtsplattform in 30 Meter Höhe in Betrieb genommen. Von nun an diente er sowohl als Aussichtsturm, als Sendeturm für Radio und Fernsehen und als Richtfunkstelle. Die von diesem Turm ausgesendeten Rundfunk- und Fernsehprogramme sowie deren Frequenzen sind im Artikel Fremersbergturm aufgelistet.

## Umgebung
Der Fremersberg liegt im Westen der Kernstadt Baden-Badens und trennt sie zusammen mit dem Yberg von den Reblandgemeinden Varnhalt, Steinbach und Neuweier. Vom Fremersbergturm hat man einen Blick auf den Talkessel von Baden-Baden, die Oberrheinebene und die Vogesen im Westen, in östlicher Richtung den nördlichen Schwarzwald mit dem Merkur. Im Nordosten erblickt man den Battert mit seinen Kletterfelsen und der Ruine Schloss Hohenbaden.
Am Südhang des Fremersbergs befindet sich das Klostergut Fremersberg, eine Exklave der Sinzheimer Gemarkung. Um das ehemalige Franziskanerkloster rankt sich eine der 14 regionalen Sagen, die als Bilder in der Trinkhalle Baden-Baden ausgestellt sind. Auf der Nordwestseite des Fremersbergs liegt das Jagdhaus Fremersberg. Die Markgräfin-Witwe Franziska Sibylla Augusta von Sachsen-Lauenburg ließ den Bau in den Jahren 1716–21 von Johann Michael Ludwig Rohrer für ihre Söhne errichten.

## In der Kunst
Eine Sage, die sich um den Fremersberg und die Gründung des Klosters rankt, ist Thema eines Freskos in der Trinkhalle Baden-Baden. Friedrich Ottes Gedicht Fremersberg erschien 1846 in der Sammlung Badisches Sagenbuch. Der Komponist und Leiter der Philharmonie Baden-Baden, Miloslav Könnemann, schrieb das Tongemälde in vier Teilen Der Fremersberg, das 1853 uraufgeführt wurde. Mark Twain erwähnte und charakterisierte es in seiner Reisebeschreibung A Tramp Abroad.